# L'uomo, la bestia e la virtù
Pour plus de détails, voir Fiche technique et Distribution.
L'uomo, la bestia e la virtù est une comédie italienne réalisée par Steno et sortie en 1953. Le film a été tourné à l'origine en Gévacolor, mais il n'existe aujourd'hui que des copies en noir et blanc.
Sergio Leone et Lucio Fulci étaient tous deux assistants-réalisateurs sur ce film. Fulci a déclaré que le film n'a pas vraiment bien marché, mais il a donné à Fulci son premier crédit de scénariste, et il a vraiment apprécié d'être en présence d'Orson Welles. Welles était alors en Italie pour le tournage d'Othello, et Fulci a dit que le régime alimentaire de Welles se composait entièrement d'oranges, qu'il mangeait en quantités massives. Fulci a décrit Totò comme un personnage très triste et il a déclaré que Carlo Ponti l'avait forcé à jouer dans ce film contre son gré, car Totò avait signé un contrat avec le producteur. Bien que le tournage ait duré plus longtemps que prévu, Ponti n'a jamais payé un centime à Orson Welles pour ses heures supplémentaires.
Le film est adapté du roman et de la pièce de théâtre de 1919 du même nom de Luigi Pirandello. Les héritiers de Pirandello ont été très déçus par le film, qui, selon eux, a omis la majeure partie de l'humour grivois et le thème de l'habillage des acteurs en costumes d'animaux a été abandonné par les producteurs, laissant derrière lui une version émasculée de la pièce de Pirandello. Pour ne rien arranger, le film a disparu pendant des décennies après sa brève sortie en salle, une copie en noir et blanc ne faisant surface qu'au début des années 1990, ce qui rend impossible l'évaluation de la cinématographie en couleurs de Mario Damicelli, pourtant si vantée.

## Synopsis
Paolino, instituteur dans une école primaire près de Naples, se montre antipathique et nerveux depuis plusieurs jours, sans que ses amis et connaissances ne puissent en expliquer la raison. L'homme est l'amant d'Assunta, mère d'un de ses élèves et épouse du grossier capitaine Perrella, et a découvert que la femme était enceinte de leur relation clandestine. Paolino et Assunta tentent de trouver un moyen de cacher l'adultère en attribuant au capitaine la paternité de l'enfant qu'Assunta attend. Cela semble facile, puisque Perrella revient de son dernier voyage, mais le capitaine, lui, a une maîtresse et n'éprouve plus d'attirance pour sa femme. Paolino décide donc de concocter un plan pour inciter Perrella à passer une nuit d'amour avec Assunta.

## Fiche technique
- Titre original : L'uomo, la bestia e la virtù
- Réalisation : Steno
- Scénario : Steno, Vitaliano Brancati, Lucio Fulci et Jean Josipovici d'après Luigi Pirandello
- Costumes : Piero Gherardi
- Production : Antonio Altoviti et Luigi De Laurentiis
- Pays d'origine : Italie
- Genre : Comédie
- Durée : 87 min
- Dates de sortie : 
  - Italie : 9 mai 1953

## Distribution
- Totò : professeur Paolino De Vico
- Viviane Romance : Assunta Perella
- Orson Welles : Capitaine Perella
- Mario Castellani : Docteur Pulejo
- Franca Faldini : Mariannina
- Clelia Matania : Grazia
- Giancarlo Nicotra : Nonò
- Rocco D'Assunta : Zeppo
- Italia Marchesini : Rosaria
- Carlo Delle Piane : étudiant
- Paolo Ferrara :
- Nino Vingelli :